# Mezzo Mix

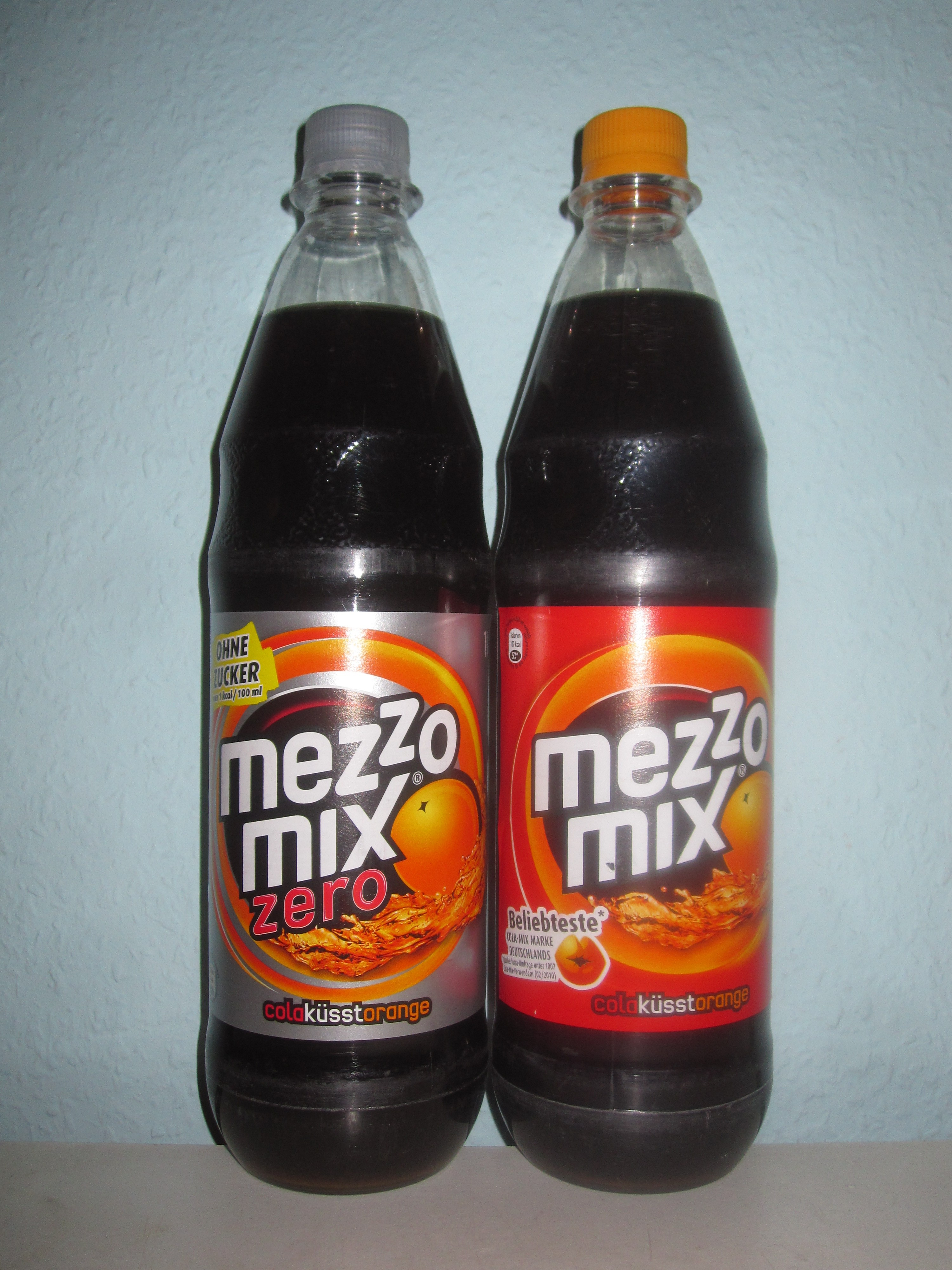
Mezzo Mix Cero y Coca-Cola Mezzo Mezcla

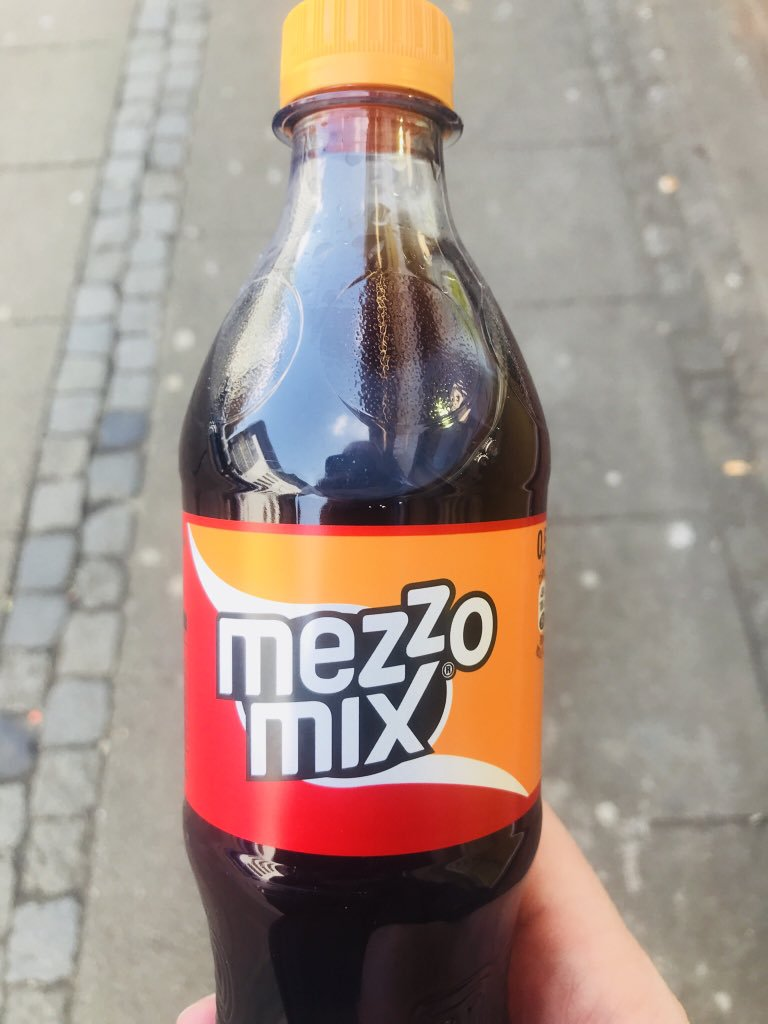
Una botella de 500 ml de Mezzo Mix

Mezzo Mix (notación oficial: mezzo mix) es un producto de The Coca-Cola Company, introducido por  primera vez en Alemania en 1973. Se trata de una mezcla de gaseosa de naranja y cola, una bebida popular en los países de habla alemana, comúnmente conocida allí como spezi, la marca genérica de la primera marca de ese tipo de gaseosa.

## Sobre Mezzo Mix
Mezzo Mix se vende y produce oficialmente sólo en Alemania, Suiza y Austria.  El eslogan de la marca, es traducido al inglés, como "Cola Kisses Orange". En España  se llama Fanta Mezzo Mix Naranja & Cola. En Suecia  se llama Fanta Mezzo y fue lanzado a finales de enero de 2017 como edición limitada, conectado al acontecimiento de música llamado Melodifestivalen (cualificaciones suecas a Eurovision Concurso de Canción).
Mezzo Mix era anteriormente una de los ocho sabores internacionales de refresco presentados y disponibles para probar en el Club Cool en Epcot.
Mezzo Mix fue introducida más tarde en el Reino Unido en 2019, como una selección para la máquina Coca-Cola Freestyle.

## Variedades
Había dos tipos de Mezzo Mix en la década de 1990: naranja y limón. Este último fue impopular y se suspendió, pero una Coca-Cola con sabor a limón entró de nuevo en el mercado en 2003. En julio de 2007, Mezzo Mix Zero se introdujo en Alemania como una variante baja en calorías. A principios de 2013, alrededor del día de San Valentín, se presentó Mezzo Mix Berry Love en Alemania. En lugar de un sabor a naranja, es un sabor a frambuesa mezclado con cola. Fue una edición limitada, disponible solamente en febrero.

## Ingredientes
Mezzo Mix contiene agua, azúcar, jugo de naranja, carbonatación, colorante: colorante caramelo, ácido cítrico, saborizante, cafeína, ácido ascórbico, estabilizante .

## Productos similares
Coca-Cola Orange, un producto similar a Mezzo Mix, se vendió en muchos países en variantes embotelladas, enlatadas, en máquinas de fuente y Coca-Cola Freestyle. Fanta Black Orange se vendió en Suecia durante la década de 1980. Durante el concurso sueco de Eurovisión en 2017, se lanzó una edición limitada llamada Fanta Mezzo, pero a diferencia de la mezzo original, la Fanta Mezzo era Fanta con un toque de cola.